# Xystrocera orientalis
Xystrocera orientalis är en skalbaggsart som beskrevs av Stefan von Breuning 1961. Xystrocera orientalis ingår i släktet Xystrocera och familjen långhorningar. Inga underarter finns listade i Catalogue of Life.